# LD-ROM
LD-ROM — формат хранения данных, расширение формата laserdisc, представляет собой гибридный оптический дисковый формат от NEC, в котором цифровые данные совмещены с аналоговым видео сигналом. LD-ROM может хранить 60 минут аналогового аудио и видео, а также 540 мегабайт цифровых данных, на которых могли быть размещены саундтреки в цифровом формате.
Формат использовался в основном игровой консолью Pioneer LaserActive, для которой доступно несколько видеоигр, вышедших на LD-ROM. Формат появился в 1993 году, последний выпуск произошел в 1996 году.
Ранее разработанная Philips версия формата LD-ROM, названная LV-ROM («LaserVision» является брендом Philips для технологии laserdisc) использовалась в BBC Domesday Project для хранения аналогового аудио/видео и цифровых данных на laserdisc. Область данных на диске читалась специальным приводом Philips LV-ROM, который был подсоединен к основному компьютеру BBC. Данные обрабатывались на компьютере и накладывались на аналоговое видео с диска в виде текста и меню.